# الانتخابات العامة في البوسنة والهرسك 1990
الانتخابات العامة في البوسنة والهرسك 1990 عقدت في الانتخابات في البوسنة والهرسك في يوم 18 نوفمبر عام 1990، بالإضافة لجولة ثانية من التصويت في مجلس النواب في 2 ديسمبر، كانت هذه الانتخابات هي الانتخابات العامة الأخيرة التي تعقد في البوسنة والهرسك تحت حكم جمهورية يوغوسلافيا الاتحادية الاشتراكية .

## الانتخابات
عقد الانتخابات الرئاسية لانتخاب المرشحين لرئاسة الجمهورية المكونة من سبعة أعضاء، تم انتخاب ستة مرشحين من قبل الناخبين من سكان البوسنة والهرسك (اثنان من مسلمي البوسنة، اثنان من صرب البوسنة، اثنان من كروات البوسنة)، وانتخب المرشح السابع لتمثيل بقيت العرقيات المختلفة .

### النتائج
كل المقاعد الرئاسية فاز بها أطراف تمثل الأعراق الرئيسية التي تمثل البوسنة والهرسك وهم كالتالي: فاز حزب العمل الديمقراطي البوسني الذي يمثل البوشناق بالمقعدين الذين يمثلان المسلمين، وفاز الحزب الديمقراطي الصربي بالمقعدين الذين يمثلان الصرب، وفاز الاتحاد الديمقراطي الكرواتي بالمقعدين الذين يمثلان الكروات، وفاز بالمقعد الذي يمثل الآخرين عضو من حزب العمل الديمقراطي البوسني وهو أيوب غانيتش، وعلى الرغم من أن فكرت عبديتش تلقى أكبر عدد من الأصوات من أي مرشح آخر، إلا أنه وافق على الوقوف بجانب زميله عضو حزب العمل الديمقراطي البوسني علي عزت بيغوفيتش ليصبح رئيساً لهيئة الرئاسة.

### المقاعد
برز حزب العمل الديمقراطي كأكبر حزب في انتخابات جمعية جمهورية البوسنة والهرسك الاشتراكية، مع حصوله على 43 من 130 مقعد في البرلمان، وحصوله على 43 مقعد من 110 مقعد في البلديات، وكان إقبال الناخبين يشكل ما نسبته 74.4٪ للانتخابات الرئاسية، وحوالي 81.6٪ للانتخابات البلدية، وحوالي 77.5٪ لانتخابات البرلمان، ومع ذلك فقد شابت الانتخابات مخالفات في برتشكو ودوبوي ونيفيسينيي وسراييفو، وكانت هناك أصوات أكثر من الناخبين المسجلين (13316 ناخب مسجل في برتشكو والمصوتون 49055، وهناك 4,771 ناخب في البلدة القديمة في سراييفو ولكن المصوتين بلغوا 28974).